# تل حمیس
تل حمیس (به عربی: تل حمیس) یک روستا در سوریه است که در قامشلی واقع شده‌است. تل حمیس ۵٬۱۶۱ نفر جمعیت دارد.